# Boomerang Latin-Amerika
A Boomerang Latin-Amerika (spanyolul: Boomerang Latinoamérica) a Boomerang rajzfilmadó latin-amerikai változata, mely fogható spanyolul és portugálul, négyféle adásváltozatban. 1998. november 8-án indult programblokként, 2001. július 2-től pedig önálló adóként működik. Ez a változat 2015 előtt nagyon különbözött a többi Boomerangtól, mert klasszikus rajzfilmek helyett tizenéveseknek sugárzott élőszereplős sorozatokat.

## Műsorok
- 6teen
- The Adrenaline Project
- Aktuális csízió
- America's Best Dance Crew
- Ashita no Nadja
- The Assistants
- Atom Betty
- Atracción x4
- Backyard Ciencia
- The Basil Brush Show
- Beakman’s World
- Bel’s Boys
- Bratz
- Britannia High
- Caja de zapatos Zoo
- Cake
- Cardcaptor Sakura
- Care Bears
- Cave Kids
- Chiquititas
- Connor Undercover
- Cuatro Ojos
- Cuentos de La historia interminable
- Darcy Wild Life
- Date My Mom
- Demasita! Powerpuff Girls Z
- Don’t Blame Me
- Dr. Miniatura
- Droopy, a mesterdetektív
- El Chavo
- Eperke és barátai
- Extraños entre nosotros
- Family Biz
- Félix, a macska
- Felspannolva
- Flight 29 Down
- Foreign Exchange
- Franklin
- Frédi és Béni, avagy a két kőkorszaki szaki
- Garfield és barátai
- Girls in Love
- Girlstuff / Boystuff
- H2O: Egy vízcsepp elég
- Harry and the Hendersons
- Hazug csajok társasága
- Heartland
- Hellcats
- Hello Kitty
- Horseland lovasklub
- House of Jazmin
- Instant Star
- Jackie Chan kalandjai
- A Jetson család
- Jumanji
- Juniper Lee
- Kaleido Star
- Lockie Leonard
- The Lying Game
- Majority Rules
- Mascotas extraterrestres
- Max és Ruby
- Maya és Miguel
- Mew Mew Power
- Miffy and Friends
- Mis padres son extraterrestres
- Miss Spider's Sunny Patch Friends
- Mona, a vámpír
- The New Woody Woodpecker Show
- The Nightmare Room
- Out There
- Overruled!
- Parental Control
- Rincón de Luz
- Roommates
- Rózsaszín párduc (1969)
- Ruby Gloom
- The Saddle Club
- Scooby-Doo
- Scout’s Safari
- The Secret Life of the American Teenage
- Somos tú y yo
- Split
- Survive This
- Sweat
- Szívek szállodája
- Szörfsuli
- Táncakadémia
- Temporada de Moda Capricho
- Tom és Jerry újabb kalandjai
- Totál Dráma Sziget
- Totál Dráma Akció
- Tracey McBean
- Tűzoltó mesék
- Űrkedvencek
- Valemont
- A varázslatos iskolabusz
- Winx Club
- The Zeta Project
- Snobs
- The Sleepover Club
- Rebelde
- Preston Pig
- Frédi és Béni, avagy a kőkorszaki buli
- The Triplets
- Little Lulu
- Dragon
- Bellflower Bunnies
- Bottle Top Bill
- Bajkeverő majom
- Maisy
- Franny’s Feet
- Traktor Tom
- Kangaroo Creek Gang
- Peppa Pig
- Arthur
- Dragon Tales
- The Forgotten Toys
- Augie Doggie
- Tom és Jerry
- Bolondos dallamok
- U.S. of Archie
- Turpi úrfi
- Popeye, a tengerész
- Flúgos futam
- Süsü keselyűk
- Woody Woodpecker
- Lovag és az univerzum védelmezői
- The Mighty Hercules
- She-Ra: Princess of Power
- The Quick Draw McGraw Show
- Kimba the White Lion
- BraveStarr